# Luigi Teilemb
Luigi Teilemb, né le 25 février 1992, est un rameur Ni-Vanuatu. Il participe aux Jeux olympiques dans une épreuve de skiff.

## Palmarès

### Jeux olympiques d'été
Teilemb est le premier Ni-Vanuatu à participer à une épreuve d'aviron aux Jeux olympiques.
Légende: FA = finale A (médaille) ; FB = finale B (pas de médaille) ; FC = finale C (pas de médaille) ; FD = finale D (pas de médaille) ; FE = finale E (pas de médaille) ; FF = finale F (pas de médaille) ; SA/B = demi-finales A/B ; SC/D = demi-finales C/D ; SE/F = demi-finales E/F ; QF = quarts de finale; R= repêchage
| Athlète       | Compétition  | Séries       | Séries | Repêchage     | Repêchage | Quarts de finale | Quarts de finale | Demi-finales  | Demi-finales | Finale        | Finale |
| Athlète       | Compétition  | Temps        | Rang   | Temps         | Rang      | Temps            | Rang             | Temps         | Rang         | Temps         | Rang   |
| ------------- | ------------ | ------------ | ------ | ------------- | --------- | ---------------- | ---------------- | ------------- | ------------ | ------------- | ------ |
| Luigi Teilemb | Skiff hommes | 8 min 0 s 42 | 6e R   | 7 min 34 s 12 | 3e SE/F   | exempt           | exempt           | 8 min 19 s 15 | 3e FE        | 8 min 24 s 67 | 30e    |

- 2016 à Rio de Janeiro,  Brésil
  - 30e du skiff homme[2]

### Championnats du monde
Il participe à trois Championnats du monde d'aviron, en 2013, 2014 et 2015.
- 2013 à Chungju,  Corée du Sud
  - 5e du deux de couple léger (LM2x) Hommes en série 3, avec Kevin Hivird
  - 4e du deux de couple léger (LM2x) Hommes en repêchage 4, avec Kevin Hivird
  - 4e du deux de couple léger (LM2x) Hommes en demi-finale C/D 1, avec Kevin Hivird
  - 1er du deux de couple léger (LM2x) Hommes en finale D (non médaillée), avec Kevin Hivird.
- 2014 à Amsterdam,  Pays-Bas
  - 5e en aviron simple léger (LM1x) Hommes en série 5
  - 3e en aviron simple léger (LM1x) Hommes en repêchage 1
  - 1er en aviron simple léger (LM1x) Hommes en finale E (non médaillée)
- 2015 à Aiguebelette,  France
  - 5e en aviron simple (M1x) Hommes en série 8
  - 3e en aviron simple (M1x) Hommes en repêchage 7
  - 2e en aviron simple (M1x) Hommes en finale G (non médaillée)

### Coupe du monde
Il participe à une Coupe du monde d'aviron en 2014.
- 2014 à Sydney,  Australie
  - 6e en aviron simple léger (LM1x) Hommes en non coupe du monde

### World Rowing Coastal Championships
- 2019 à Hong Kong,  Hong Kong
  - 11e en CM2x Hommes avec Rillio Rii[3]

## Sources externes
- Luigi Teilemb Heads to Rio Olympics